# Podzemní zásobník zemního plynu Háje u Příbrami

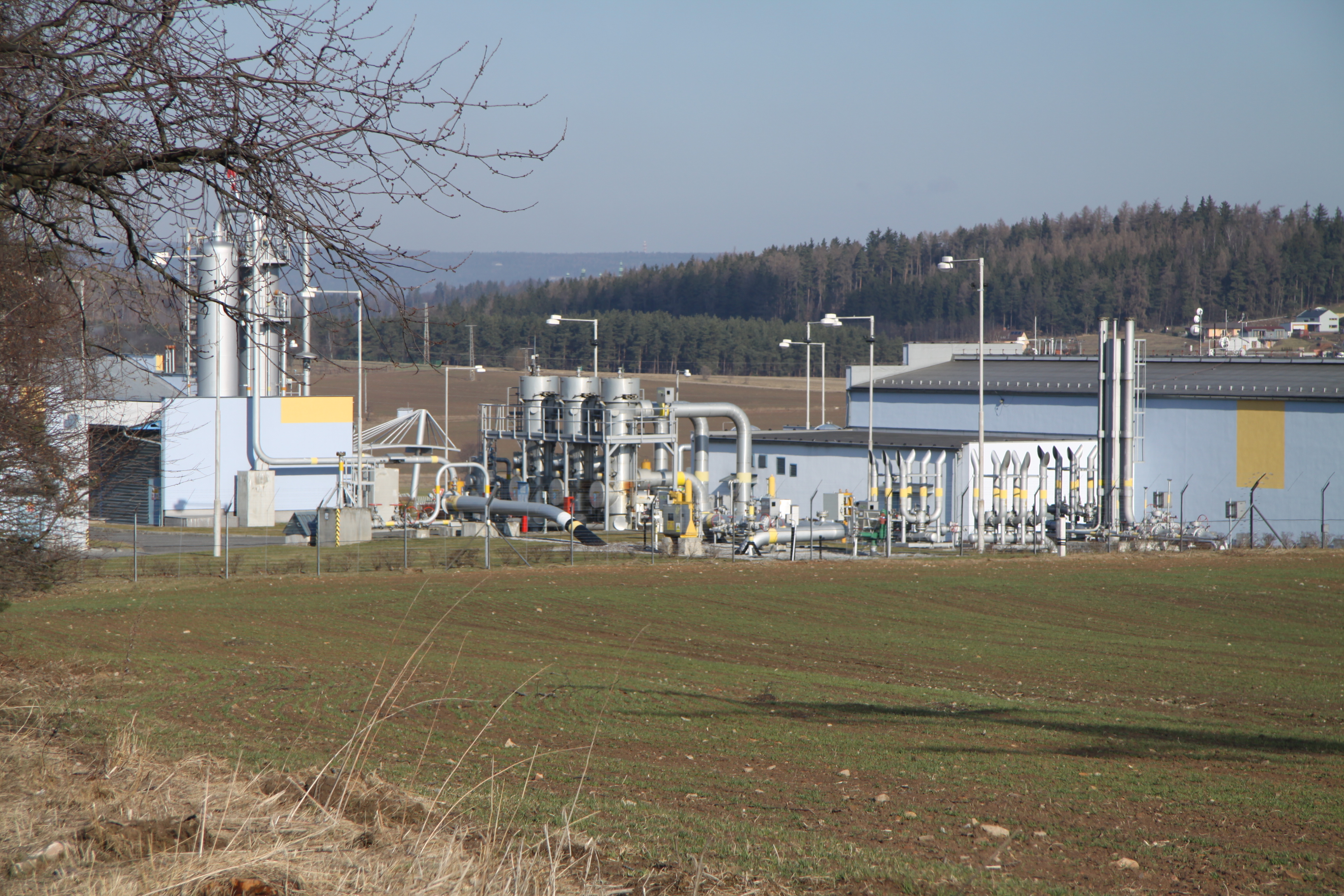
Povrchová technologie podzemního zásobníku plynu u Příbrami

Podzemní zásobník zemního plynu Háje u Příbrami se nachází v prostoru bývalého uranového dolu u šachty č. 16 v části katastrálního území Háje u Příbramě spadající k městu Příbram, u příbramské místní části Jesenice, poblíž Milína, u křižovatky silnice III/11812 z Buku do Příbrami, silnice III/11815 do Konětop a polní cesty do Jesenice. Provozovatelem je společnost RWE Gas Storage. Stlačený zemní plyn je zde skladován v kavernovém zásobníku vybudovaném v žulovém masivu, v granodioritovém masivu středočeského plutonu. Je jediným kavernovým zásobníkem plynu v České republice, přesněji jediným zásobníkem ve skalních kavernách. Se skladovací kapacitou 64 mil. m3 je nejmenším zásobníkem plynu v České republice.

## Funkce v systému
Stejně jako ostatní zemní zásobníky plynu slouží k vyrovnávání rozdílu mezi letní a zimní spotřebou plynu, případně jiných výkyvů ve spotřebě a dodávkách. Byl vybudován především k zásobení Prahy a Středních Čech, protože dosavadní zásobníky byly jen na Moravě. Rovněž umožní plynofikovat dosud neplynofikované části Středního Povltaví.
Plyn je do areálu zásobníku přiváděn plynovodem ze Zvěstova, kde je napojen na plynovod Veselí nad Lužnicí–Praha. Uskladněný plyn se podle požadavků dispečinku dodává do plynovodů Háje–Zvěstov–Praha, Háje–Kasejovice a Háje–Příbram. Maximální předávací tlaky jsou 6,4 MPa na DN 500 u Zvěstova, 2,5 MPa na DN 200 v Příbrami a 4,0 MPa na DN 300 u Kasejovic.

## Historie
Šachta č. 16 fungovala mezi lety 1957 až 1991 a byla označována za nejhlubší šachtu ve střední Evropě.
Poloprovozní zkoušky v kavernách u Bohutína a u Milína byly zahájeny roku 1984. Pilotní kaverna v hloubce 511 m o objemu 5000 m³ byla natlakována vzduchem do zkušebního přetlaku 7,5 MPa. Na základě výsledků zkoušek státní podnik Stavební geologie zahájil průzkum na lokalitě šachty č. 16 SUL Příbram. Počátkem roku 1992 nezávislá komise odborníků na žádost Českého plynárenského podniku s. p. doporučila lokalitu jako vhodnou k vybudování podzemního zásobníku zemního plynu pro provozní ložiskový tlak 9,5 MPa. Následně provedené vodní a plynové zkoušky prokázaly možnost zvýšení maximálního ložiskového tlaku na 12,5 MPa, na nějž pak byla projektována a vybudována technologie nadzemní části zásobníku. Efektivní skladovací kapacita tak činí 72 milionů m³.
Důlní výlomové práce byly zahájeny v dubnu 1992 na 21. patře šachty č. 16 ražením a těžením horniny z podzemí v jednom horizontu se spádem 5 ‰ a hloubce od 961 metrů u ústí pěti těžebně-vtláčecích vrtů po hloubku 955 m na druhém konci zásobníku ve vzdálenosti cca 1350 metrů. Prostor pro skladování zemního plynu tvoří soustava chodeb s profilem 12 až 15 m² o celkové délce 45 km o objemu 620 tisíc m³. Výztuže ražených chodeb byly provedeny pouze v místech, kde byla hornina silně rozvolněna. Místa s průsaky vody puklinami ve skalním masivu byla dotěsněna injektáží. Tlaková uzávěra je tvořena dvěma páry tlakových zátek, které s povrchovou technologií propojuje mezizátkový vrt. Skalní masiv je utěsněn tlakovou vodní clonou kolem zátek na straně plynu. Do nejnižšího místa v zásobníku je veden odvodňovací vrt. Technologie tvoří sedm funkčních částí: kompresorovna, sušení plynu, potrubní dvůr, měření a redukce plynu, rozvody elektrické energie, pomocná zařízení a mezizátkový vrt.
Stavba nadzemní části byla zahájena na začátku roku 1996. V lednu 1998 byl do nadzemní části zásobníku vpuštěn zemní plyn a zahájeny zkoušky. 14. července 1998 bylo zahájeno plnění podzemního zásobníku, nejprve do ložiskového tlaku 4,5 MPa, postupně na tlak 9,5 MPa, výhledově měl být tlak zvyšován až do 12,5 MPa.
Projekt zpracoval Plynoprojekt a. s. Praha, generálním dodavatelem byla společnost ČKD Praha DIZ a. s., subdodavatelem stavebního objektu DIAMO s. p. - o. z. SUL Příbram a subdodavatelem technologie ZVÚ Hradec Králové a. s., montáž technologie provedla společnost
Potrubí Praha spol. s.r.o.